# Oxera
Oxera, rod medićevki (Lamiaceae) smješten u tribus  Oxerinae, dio potporodice Ajugoideae. Sastoji se od 23 vrste iz Malezije i Pacifika
Tipična vrsta je Oxera pulchella Labill., penjačica iz Nove Kaledonije  sa dvije podvrste

## Opis
Oxera je rod od oko 20 vrsta iz Nove Kaledonije i Vanuatua. Njegovo filogenetsko mjesto u Lamiaceae (Ajugoideae) ostalo je neizvjesno sve dok studije nisu pokazale bliske srodnosti s velikim pantropskim rodom Clerodendrum, indo-pacifičkim Faradaya (tri vrste) i monotipskim Hosea s Bornea. Ponovno su procijenjeni odnosi Oxere s ovim rodovima izgradnjom filogenetskog okvira temeljenog na šest plastidnih i šest jezgrinih lokusa (loci) te na uzorkovanju koje uključuje 30 vrsta unutar skupine. Rezultati pokazuju da su Clerodendrum i njegovi blisko povezani rodovi sestrinski savezu koji obuhvaća Faradaya, Hosea i Oxera. Hosea je sestra svim vrstama Oxera i Faradaya. Faradaya je pronađena kao polifiletična budući da je djelomično ugniježđena unutar Oxere. Uočena je velika morfološka varijabilnost kod Oxere. Međutim, Oxera također ima velike sličnosti s tri vrste Faradaya. Polifiletsku Faradayu stoga su stavljeni u sinonim s Oxera i predlažene tri nove kombinacije: O. amicorum, O. lehuntei i O. splendida. Jedinstvena sinapomorfija podupire ovu novu cirkumskripciju Oxere: vaskularizacija peteljke koja se sastoji od nekoliko malih vaskularnih snopova raspoređenih u isprekidanom punom krugu (nasuprot velikom snopu u polukrugu u drugim ajugoidima). Oxera tako obuhvaća c. 37 vrsta, sa središtem raznolikosti u Novoj Kaledoniji. Raspravlja se i o biogeografskim procesima, paralogiji plastida i pomaku vaskularizacije.

## Vrste
Godine 2024. na popisu je 23 vrste.
1. Oxera amicorum (Seem.) Gâteblé & Barrabé
2. Oxera baladica Vieill.
3. Oxera balansae Dubard
4. Oxera brevicalyx (Moldenke) de Kok
5. Oxera coriacea Dubard
6. Oxera coronata de Kok
7. Oxera crassifolia Virot
8. Oxera glandulosa Vieill.
9. Oxera gmelinoides S.Moore
10. Oxera lehuntei (Horne ex Baker) Gâteblé & Barrabé
11. Oxera microcalyx Guillaumin
12. Oxera morierei Vieill.
13. Oxera neriifolia (Montrouz.) Beauvis.
14. Oxera oreophila Guillaumin
15. Oxera palmatinervia Dubard
16. Oxera pulchella Labill.
17. Oxera robusta Vieill.
18. Oxera rugosa Guillaumin
19. Oxera sessilifolia Dubard
20. Oxera splendida (F.Muell.) Gâteblé & Barrabé
21. Oxera subverticillata Vieill.
22. Oxera sulfurea Dubard
23. Oxera vanuatuensis de Kok